# سرویس استریم موسیقی
سرویس استریم موسیقی (انگلیسی: music streaming service) نوعی سرویس رسانه‌ای پخش جاری آنلاین هستند که عمدتاً بر پخش موسیقی و گاهی دیگر محتواهای صوتی دیجیتال مثل پادکست‌ها تمرکز دارند. این سرویس‌ها معمولاً به صورت اشتراکی ارائه می‌شوند و به کاربران اجازه می‌دهند تا ترانه‌های دارای حق مؤلف را به صورت درخواست از یک کتابخانه مرکزی که توسط سرویس ارائه می‌شود، پخش کنند. برخی از این سرویس‌ها ممکن است سطح رایگان با محدودیت‌هایی مثل تبلیغات و محدودیت‌های استفاده داشته باشند. این سرویس‌ها معمولاً سامانه توصیه‌گر دارند که به کاربران کمک می‌کند بر اساس تاریخچه گوش دادن و دیگر عوامل، ترانه‌های جدیدی کشف کنند که ممکن است از آن‌ها لذت ببرند. همچنین کاربران می‌توانند لیست‌های پخش عمومی ایجاد و با دیگران به اشتراک بگذارند. ممکن است شامل رادیو‌های سفارشی یا پلتفرم‌های رسانه‌های اجتماعی نیز باشند.
سرویس‌های استریم موسیقی (Streaming Services) در دهه ۲۰۱۰ رشد چشمگیری داشتند و در سال ۲۰۱۵ از دانلودهای دیجیتال پیشی گرفتند و به بزرگ‌ترین منبع درآمد در صنعت موسیقی ایالات متحده تبدیل شدند. از سال ۲۰۱۶ نیز سهم عمده‌ای از درآمد موسیقی را به خود اختصاص دادند. با توجه به محبوبیت روزافزون این سرویس‌ها، پخش موسیقی (و همچنین پخش محتوای مرتبط با موسیقی در پلتفرم‌های اشتراک‌گذاری ویدیو) به روش‌های ارزیابی جدول‌های بزرگ موسیقی در زمینهٔ رتبه‌بندی فروش افزوده شد. به همین دلیل، معیار جدیدی به نام «واحد معادل آلبوم» (Album-Equivalent Unit) به وجود آمد تا مصرف آلبوم‌ها را بر اساس موسیقی دیجیتال و پخش‌های آنلاین حساب کند. این تغییرات همچنین باعث تحول فرهنگی شد، زیرا مصرف‌کنندگان به جای خرید موسیقی به صورت دائمی، بیشتر اجاره موسیقی را ترجیح دادند.
استفاده‌کنندگان از رسانه‌های سنتی فیزیکی به سمت پلتفرم‌های پخش موسیقی آنلاین حرکت کرده‌اند، زیرا این پلتفرم‌ها به دلیل راحتی، تنوع و مقرون‌به‌صرفه بودن محبوبیت پیدا کرده‌اند. اما از سوی دیگر، این سیستم مورد انتقاد برخی هنرمندان قرار گرفته است؛ چرا که باعث می‌شود آن‌ها درآمد کمتری از موسیقی خود نسبت به فرمت‌های فیزیکی داشته باشند، به‌ویژه با مدل‌های پرداخت بر اساس هر پخش (Pay-Per-Stream). منتقدان می‌گویند که هنرمندان در این سیستم ممکن است تنها کسری از یک سنت برای هر پخش دریافت کنند، در حالی که سرویس‌های پخش مانند اسپاتیفای ارزش خود را سه برابر کرده‌اند بدون اینکه پرداخت‌های بیشتری به هنرمندان دهند. این موضوع یکی از مهم‌ترین محدودیت‌های سرویس‌های پخش موسیقی به حساب می‌آید.